# Thomas Voigt (Journalist)
Thomas Voigt (* 1960 in Hagen) ist ein deutscher Journalist und Filmemacher.

## Leben
Voigt wuchs in Herdecke auf und studierte von 1980 bis 1985 Germanistik, Evangelische Theologie und Soziologie an der Ruhr-Universität Bochum. 1984 schrieb er erste Texte für das Berliner Opernmagazin Orpheus, von 1986 bis 1992 war er freiberuflich tätig, u. a. für die Musikzeitschriften Fono Forum und Opernwelt, für den WDR und das ZDF.
Von 1992 bis 1996 war Voigt Redakteur der Opernwelt, von 1996 bis 1998 Promotion Manager bei EMI Classics, von 1998 bis 2004 Chefredakteur des Fono Forum. Seit 2004 arbeitet er wieder freischaffend, als Journalist (u. a. für Deutschlandradio, WDR und BR), Filmemacher, Moderator, Dozent und Sänger-Coach. Nach Film- und Buch-Projekten mit Jonas Kaufmann ist er seit 2011 auch als dessen Medienmanager tätig.
Im Mittelpunkt von Voigts Arbeit als Journalist und Filmemacher stehen (Interview-)Porträts bedeutender Künstler im zeitgeschichtlichen Kontext. Mit Wolfgang Wunderlich hat er seit 2006 eine Reihe von Dokumentarfilmen gemacht, die regelmäßig im Fernsehen ausgestrahlt werden und auf DVD und Blu-ray veröffentlicht wurden. Zum 100. Geburtstag der Sopranistin Birgit Nilsson drehten Voigt und Wunderlich 2018 den Film A League of her own.
Voigt lebt seit 1993 in Köln.

## Auszeichnungen
- 2007: Gottlob-Frick-Medaille in Gold[1]
- 2010: Hörspiel des Monats April für Prima La Donna[2]

## Werke

### Bücher
- Martha Mödl: So war mein Weg. Gespräche mit Thomas Voigt. Parthas, Berlin 1998, ISBN 978-3-932529-08-5.
- Nicht nur Salome und Elektra. Inge Borkh im Gespräch mit Thomas Voigt. Allitera, München 2006, ISBN 978-3-86520-198-0.
- Jonas Kaufmann - Meinen die wirklich mich? Henschel, Leipzig 2010, ISBN 978-1-4746-0427-7.
- Edda Moser: Ersungenes Glück. Erinnerungen und Gespräche. Aufgezeichnet von Thomas Voigt. Henschel, Leipzig 2011, ISBN 978-3-89487-671-5.
- Jonas Kaufmann. Tenor. Henschel, Leipzig 2015, ISBN 978-3-89487-938-9.

### Filmografie
- 2006: Fritz Wunderlich – Leben und Legende. BR (DVD: Deutsche Grammophon)
- 2009: Ein ganz normaler Held – Jonas Kaufmann. SWR
- 2009: Lisa Della Casa – Liebe einer Diva. BR, SF, Unitel Classica
- 2009: Musik der Versöhnung – Robert Stolz. ZDF, ORF
- 2011: Hochleistungssport Operngesang. SWR, ORF, Unitel Classica
- 2011: Elisabeth Schwarzkopf – Getriebene der Kunst. ZDF, Arte, ORF
- 2014: Berlin 1930 – Jonas Kaufmann und die Tenorhits der Weimarer Republik. Arte, ZDF (DVD und Blu-ray: Du bist die Welt für mich, Sony)
- 2018: A League of her own – Birgit Nilsson. ORF, PBS (DVD und Blu-ray: CMajor)